# Georges Danton
Georges Jacques Danton (26. října 1759 Arcis-sur-Aube – 5. dubna 1794 Paříž) byl významný francouzský politik a působivý řečník, jedna z vůdčích osobností Velké francouzské revoluce. Za jakobínského teroru skončil pod gilotinou.

## Osobní život
Danton byl synem okresního prokurátora v Arcis-sur-Aube Jacquese Dantona a Mary Camusové. Po studiu práv se stal advokátem v Paříži. V letech 1785–1791 byl advokátem královské rady. Po vstupu do politiky se advokátní praxe vzdal. Roku 1787 se oženil s Antonietou Gabrielou Charpentier, s níž měl tři děti. Její smrt (v roce 1793) těžce nesl, ale několik měsíců poté se znovu oženil s šestnáctiletou Louisou Gélyovou, snad na přání své první ženy. Uměl si užívat života a během revoluce dosáhl značného majetku. Byl proto podezírán, že zneužíval svého postavení k obohacení, což se stalo nakonec i součástí obvinění v procesu proti němu.

## Politické působení
Politicky se Danton začal angažovat brzy po vypuknutí revoluce. V roce 1790 založil spolu s Camillem Desmoulinsem (novinářem a přítelem z mládí) a Jean-Paulem Maratem klub kordelierů. Později začal docházet i do klubu jakobínů. Po masakru na Martově poli, kde se podepisovala petice za svržení krále, k jejímž iniciátorům patřil, se musel skrývat a nakrátko uprchl do Anglie. Po amnestii se vrátil a koncem roku 1791 se stal druhým náměstkem prokurátora Pařížské komuny. Měl velký vliv v pařížských sekcích.
Po lidovém útoku na Tuilerie 10. srpna 1792 byl král zbaven pravomocí a moc převzala výkonná rada, v níž získal Danton post ministra spravedlnosti (jako jediný ministr nepatřil mezi girondisty). Když zaútočili na Francii Prusové, Danton si uvědomoval nebezpečí a volal jednak po mobilizaci, jednak po zavedení domovních prohlídek, které by mohly odhalit ukryté zbraně. Není jisté, zda schvaloval zářijové masakry v pařížských věznicích, nepodnikl však žádné kroky, aby jim zabránil, a naopak některým lidem pomohl se zachránit.
V září 1792 se stal poslancem Národního konventu a rezignoval z místa ministra spravedlnosti. V konventu se zařadil mezi montagnardy, patřil mezi nejvýraznější osobnosti a zejména se proslavil jako vynikající řečník, který mluvil vždy spatra a k věci. Spolu s Robespierrem a Maratem byl často napadán girondisty, kteří tento „triumvirát“ obviňovali ze snahy zavést diktaturu. Dantona navíc girondisté obvinili ze zneužití tajných fondů ministerstva.
Na přelomu let 1792 a 1793 působil Danton jako komisař u armády v Belgii, kde pomáhal generálu Dumouriezovi s reorganizací připojených území. Když se v Konventu hlasovalo o trestu pro Ludvíka XVI., hlasoval pro smrt bez odkladu, přestože dříve o nutnosti nejvyššího trestu pravděpodobně přesvědčen nebyl.  Na jaře 1793 byl opět na misi u armády v Belgii. Jak se zhoršovala vojenská situace a došlo k povstání ve Vendée, Konvent přistoupil k přijetí mimořádných opatření. Jedním z nich bylo zřízení revolučního tribunálu, které Danton inicioval a svým projevem v Konventu významně podpořil. Byl členem legislativního výboru pro vytváření nového systému vlády a poté se stal členem nově zřízeného Výboru pro veřejné blaho,  kde měl na starosti zahraniční záležitosti. Po pádu girondistů v důsledku červnového lidového povstání ovládla Konvent „hora“. Výbor pro veřejné blaho později změnil složení, Danton ho opustil (nebo byl donucen ho opustit) a jeho členem a hlavní osobou se stal Robespierre.

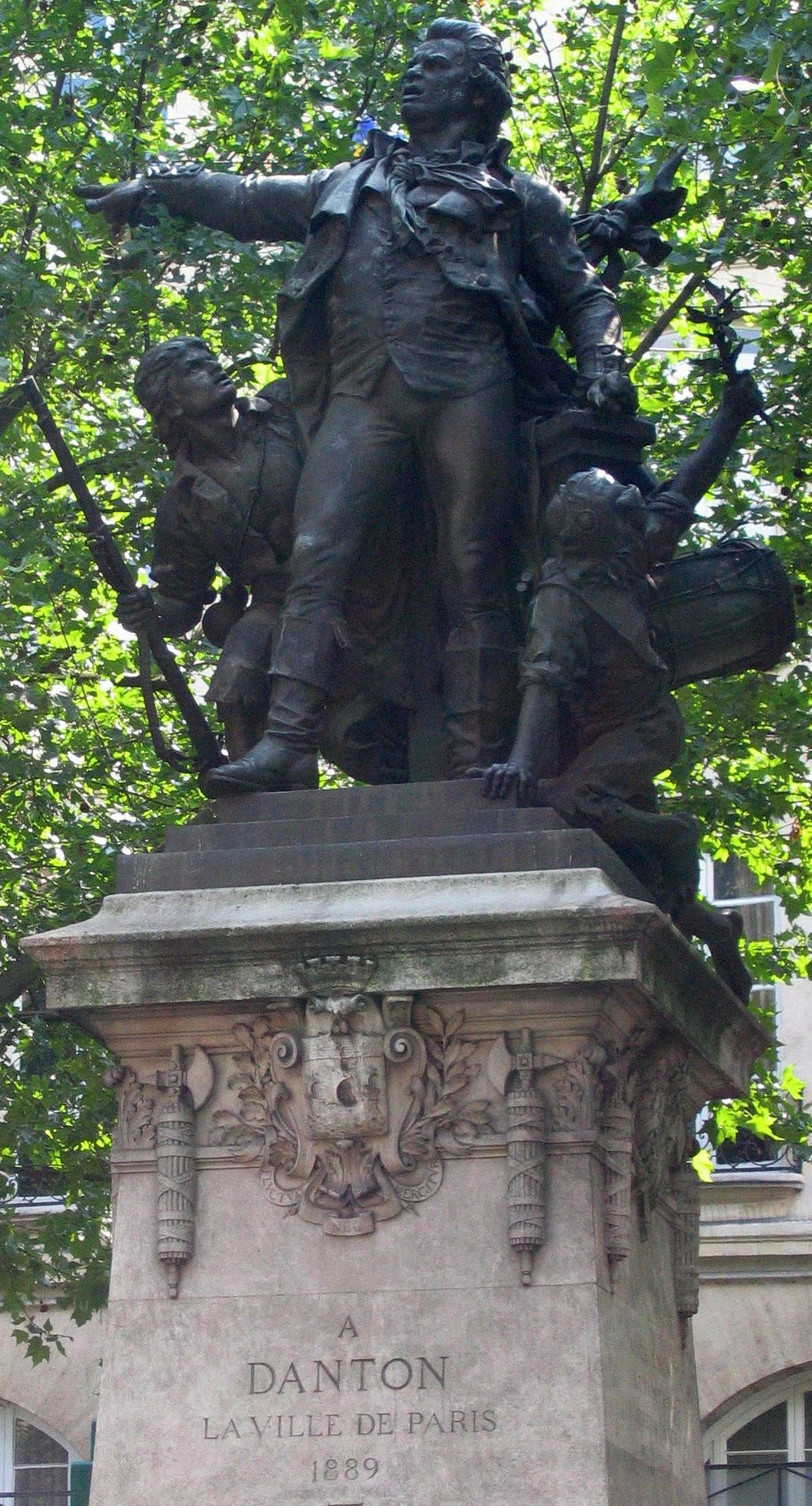
Dantonova socha v Paříži

Na podzim 1793 rozpoutali vládnoucí jakobíni teror, mezi jehož prvními oběťmi byli girondističí poslanci. Danton, který zpočátku schvaloval nutnost teroru v zájmu záchrany revoluce, si nepřál smrt svých politických odpůrců a s podobně smýšlejícími poslanci se snažil stupňující se teror zastavit. Skupina dostala označení shovívaví (též se jim říkalo dantonisté). Zpočátku se spojili s Robespierrem a vystupovali proti nejradikálnější frakci, skupině kordeliérů v čele s Hébertem. Zatčením a následně popravou hébertistů na jaře 1794 se Robespierre zbavil levé frakce a pak přišla řada na dantonisty. Podepsal na ně zatykač, přestože Danton a Desmoulins patřili dřív k jeho přátelům. Danton byl předtím varován, ale odmítl uprchnout se slovy „Což je možné odnést si vlast na podrážkách bot?“
Danton a další shovívaví byli zatčeni v noci z 30. na 31. března 1794, ráno přednesl Saint-Just v Konventu obžalovací řeč a Konvent schválil soudní proces. O tři dny později začalo čtení obžaloby státním žalobcem Fouquier-Tinvillem před revolučním tribunálem. Obžalováni byli zejména z tajných kontaktů s generálem Dumouriezem, který přeběhl k nepřátelským silám koalice. Danton se vášnivě hájil, až měl žalobce obavy, že přesvědčí porotu. Saint-Just si proto vyžádal v Konventu schválení nařízení, že „každý obviněný, který se vzepře národní spravedlnosti či ji pohaní, se nebude smět hájit“. Dne 5. dubna (16. germinalu podle revolučního kalendáře) tribunál vynesl trest smrti pro všechny souzené a ještě týž den byli popraveni.
Některé výroky z konce Dantonova života vstoupily do historie, i když není jisté, zda jsou pravdivé. Při vynesení rozsudku (nebo podle jiné verze, když popravčí kára míjela dům, kde bydlel Robespierre), prý Danton zvolal: „Robespierre, půjdeš za mnou!“. Když vystoupil na popraviště, poručil katovi: „Ukaž lidu mou hlavu, stojí za to.“